# Łagiewniki (gmina Pobiedziska)
Łagiewniki – wieś w Polsce położona w województwie wielkopolskim, w powiecie poznańskim, w gminie Pobiedziska.
Dawna nazwa Łagiewniki Królewskie 
W latach 1975–1998 miejscowość należała administracyjnie do województwa poznańskiego.